# NA-4240
La  NA-4240  es una carretera local perteneciente a la Red de Carreteras de Navarra que se inicia en PK 0,88 de NA-8109 y termina en PK 27,89 de NA-411. Tiene una longitud de 0,65 kilómetros.